# کیزیمن
کیزیمن (به روسی: Кизимен) آتشفشان چینه‌ای متقارن و تک‌افتاده‌ای به ارتفاع تقریبی ۲۳۷۶ متر در شبه‌جزیره کامچاتکا در خاور دور روسیه است که از نظر ریخت‌شناسی به کوه سنت هلن پیش از فوران سال ۱۹۸۰ آن شباهت دارد.

## مشخصات
آتشفشان کیزیمن در دامنهٔ غربی بخش جنوبی رشته‌کوه تومروک در ۱۱۵ کیلومتری میلکوو و ۲۵۶ کیلومتری پتروپاولوفسک-کامچاتسکیی قرار دارد. قلهٔ این آتشفشان از گنبدهای گدازهٔ روی هم افتاده تشکیل شده و خود آتشفشان، در طی چهار چرحهٔ فورانی شکل گرفته‌است که آغاز نخستین چرخه به ۱۲ هزار سال پیش رسیده و این چرخه برای ۲۰۰۰ تا ۳۵۰۰ سال ادامه داشته‌است. بزرگترین فوران در حدود ۱۰ هزار تا ۸۳۰۰-۸۴۰۰ سال پیش بوده و در این مدت، سه دوره بزرگ‌شدگی طولانی‌مدت گنبد گدازه روی داده است. آخرین چرخهٔ فورانی پیرامون ۳۰۰۰ سال پیش با انفجاری بزرگ آغاز شده و رشد گنبد گدازه را به‌دنبال داشته که این دوره به‌طور متناوب تا ۱۰۰۰ سال به طول انجامیده است. همچنین در حدود ۱۱۰۰ سال پیش، فورانی انفجاری به وقوع پیوست و دهانه‌ای به قطر ۱ در ۰٬۷ کیلومتر را در شمال شرقی آتشفشان به وجود آورد که گنبد گدازهٔ کوچکی نیز در درون آن ایجاد شد.

## تاریخچه فوران
در فاصلهٔ سال‌های ۱۹۲۷ تا ۱۹۲۸ تنها یک مورد فوران انفجاری در کیزیمن به ثبت رسید و این آتشفشان تا سال ۲۰۰۹ غیر فعال بود.
در ژوئیهٔ ۲۰۰۹ نخستین نشانه‌های فعالیت دوبارهٔ آتشفشان با بروز چندین زمین‌لرزه مشخص شد و در اکتبر ۲۰۱۰، فعالیت‌های شدید گازی و بخاری در کیزیمن به ثبت رسید. در فاصلهٔ دسامبر ۲۰۱۰ تا مهٔ ۲۰۱۱ انفجارهایی شدید روی داده و توده‌هایی از خاکستر به به ارتفاع ۶ تا ۷ کیلومتر از آتشفشان خارج شد. از آنجا که این خاکسترهای آتشفشانی می‌تواند وارد موتور هواپیما شده و خطرآفرین باشد به هواپیماها هشدار داده شد تا در محدودهٔ اطراف آتشفشان کیزیمن پرواز نکنند.
در عین حال احتمال وقوع فورانی فاجعه‌بار نیز می‌رود که می‌تواند منجر به تخریب ساختار آتشفشان، وقوع بهمن واریزه، جریان‌های آذرآواری و سقوط حجم عظیمی از خاکستر شود. چنین تخمین زده می‌شود که در صورت وقوع این اتفاق، VEI ی آن بین ۴ تا ۵ باشد. همچنین بر اساس مطالعات پیشتر انجام‌گرفته، فوران‌های کیزیمن در آینده می‌تواند به فوران‌های آتشفشان‌های بندائی در سال ۱۸۸۸ و سنت هلن در ۱۹۸۰ شباهت داشته باشد. فعالیت‌های آتشفشانی کیزیمن در سال ۲۰۱۲ نیز ادامه دارد.

## تهدید کیزیمن برای حیات وحش منطقه
ادامهٔ فعالیت‌های کیزیمن می‌تواند تهدیدی بر حیات وحش منطقه به‌ویژه گوزن شمالی وحشی باشد که به‌عنوان گونهٔ در معرض خطر معرفی شده‌است. از آنجا که خاکسترهای آتشفشانی تا صدها کیلومترها دورتر پرتاب شده و روی خزه‌ها که تنها خوراک گوزن‌ها در زمستان هستند را می‌پوشانند، این حیوانات در جستجوی غذا مجبور به دور شدن از محیط خود شده و بنا بر هشدار کارشناسان پناهگاه طبیعی کرونوتسکی، ادامهٔ این فوران می‌تواند منجر به مرگ گوزن‌های شمالی‌ای شود که کمتر از ۱۰۰۰ رأس از آنان در کامچاتکا باقی مانده است.